# Alba August
Alba Adèle August (Copenhague, 6 de junio de 1993) es una actriz sueco-danesa.

## Vida personal
Es la hija del director danés Bille August y la actriz y directora sueca Pernilla August.

## Carrera
August comenzó su carrera como una actriz infantil en un papel menor en la película de su padre, A Song for Martin (2001). En el 2017 se unió al elenco de la serie danesa de Netflix The Rain.

## Filmografía

### Cine
| Año  | Título                   | Rol      |  |
| ---- | ------------------------ | -------- |  |
| 2001 | A Song for Martin        |          |  |
| 2013 | Förtroligheten           | Selinda  |  |
| 2013 | Irl                      | Agnes    |  |
| 2014 | Vi måste prata           | camarera |  |
| 2014 | Sometimes I Wish         | chica    |  |
| 2015 | Dryads - Girls Don't Cry | Kjersti  |  |
| 2016 | Nation, TheThe Nation    | Jonna    |  |
| 2016 | Serious Game             | Alma     |  |
| 2016 | Fanny                    | Fanny    |  |
| 2018 | Scener ur natten         |          |  |
| 2018 | Becoming Astrid          | Astrid   |  |

### Televisión
| Año       | Título                   | Papel        | Notas                               |
| --------- | ------------------------ | ------------ | ----------------------------------- |
| 2014      | The Legacy               | Lena         | "1.2"                               |
| 2015      | Jordskott                | Lina         | "Del I", "Del II", "Del VII"        |
| 2015      | Mens vi presser citronen | Lisalotta    | "De septiembre: Vi rummer hinanden" |
| 2017      | Below the Surface        | Marie Bendix | Papel principal                     |
| 2018-2020 | The Rain                 | Simone       | Papel principal                     |